# Wagneriana carinata
Wagneriana carinata är en spindelart som beskrevs av F. O. Pickard-Cambridge 1904. Wagneriana carinata ingår i släktet Wagneriana och familjen hjulspindlar.
Artens utbredningsområde är Guatemala. Inga underarter finns listade i Catalogue of Life.